# Id (Unix)
id — утиліта середовища UNIX, яка надає інформацію про вказаного користувача USERNAME або поточного користувача, який запустив дану команду без параметрів. За замовчуванням вказуються числові ідентифікатори користувача (UID) та групи (GID), дієві (іменні) ідентифікатори користувачів та груп, а також ідентифікатори інших груп, до яких належить користувач.

## Використання
```
id [OPTION] . [USERNAME]
```

### Параметри запуску
-а
ігнорується (залишена для сумісності з попередніми версіями)
-g, --group
виводить тільки справжній числовий ідентифікатор групи
-G, --groups
виводить всі справжні числові ідентифікатори груп, до яких належить користувач
-n, --name
виводить дієві імена користувачів або груп. Використовується спільно з опціями -ugG
-r, --real
виводить справжні числові ідентифікатори користувачів або груп.
-u, --user
виводить тільки справжній числовий ідентифікатор користувача
--help
виводить допомогу по цій команді і завершує роботу
--version
виводить інформацію про версію команди і завершує роботу

## Приклади
```
$ id
uid=500(username) gid=500(username) групи=500(username),22(cdrom),80(cdwriter),81(audio)
```